# Kitunda
Kitunda est une ville et un quartier administratif du district d'Ilala de la région de Dar es Salam en Tanzanie.
Selon le recensement de 2002, le quartier compte une population totale de 23 428 habitants.
Les chutes Soni se trouvent au nord-est de la ville. La ville tire son nom du mot swahili pour le pion aux échecs.